# Chiesa dei Santi Gervasio e Protasio (Pavia)
La chiesa dei Santi Gervasio e Protasio è una chiesa di Pavia, in Lombardia.

## Storia
Seconda la tradizione, la chiesa dei Santi Gervasio e Protasio è ritenuta la più antica di Pavia e sicuramente sorse in età paleocristiana presso una necropoli suburbana di età romana. La chiesa fu intitolata ai due santi martiri milanesi, le cui reliquie furono rinvenute nel 386 dal vescovo Ambrogio di Milano, e di cui una parte fu portata a Pavia dal vescovo Invenzio. Nel 1949 indagini archeologiche effettuate nella piazzetta antistante alla chiesa hanno messo in luce alcune strutture della basilica paleocristiana databili ai decenni a cavallo tra V e VI secolo, e in particolare alcune porzioni dell'abside. Nell'originario edificio furono sepolti anche il primo vescovo di Pavia, San Siro (poi trasferite nel duomo), e il secondo, San Pompeo. Nella chiesa furono sepolti i re longobardi Clefi e Autari.
La chiesa fu affidata ai benedettini cluniacensi, documentati almeno dal 1085 secolo, che, sempre nel XII secolo la ricostruirono integralmente. Nel XIII secolo subentrano i benedettini cassinesi.
Nel 1534 una parte delle strutture del monastero fu ceduta a Girolamo Emiliani, che le destinò all’assistenza degli orfani, mentre pochi anni dopo, nel 1542, la chiesa passò ai religiosi del Ordine francescano secolare. Quest’ultimi, tra il 1712 e il 1718, sottoposero l’edificio a radicali interventi, il più rilevante dei quali fu ribaltato il ribaltamento ingresso dell’edificio, con la conseguente demolizione della facciata romanica, che fu sostituita dalla nuova abside, mentre, al posto dell’originaria, fu realizzata la nuova facciata.
Nel 1751 la parrocchia contava 1000 anime da comunione. Il convento venne soppresso nel 1782 e la chiesa fu affidata ai canonici della collegiata di Santa Maria Gualtieri e, nel 1805, perse il titolo di parrocchia, divenendo sussidiaria della chiesa di chiesa di Santa Maria del Carmine, ritornando a essere parrocchia solo nel 1920.

## Descrizione
Dell’originario edificio paleocristiano non rimane quasi nulla se non alcune murature del campanile, mentre della chiesa romanica persistono, oltre all’elevato del campanile, anche porzioni di muratura, coronate da archetti pensili, lungo i fianchi dell’edificio.
La facciata settecentesca, non ultimata, è molto semplice ed è provvista di un piccolo portico a tre luci e termina con un timpano non intonacato, tripartito da lesene.
Sopra l’atrio del portico tre finestre danno sullo spazio interno della controfacciata che ospita l’organo.
Il campanile romanico è diviso in cinque pari e la cella campanaria è ornata con aperture a bifora.

### Interno
L’interno, secondo i dettami del concilio di Trento, presenta un’aula unica coperta da una volta a botte con sei cappelle laterali, tre per lato,

#### Cappelle
La prima cappella a destra è dedicata Santa Casa di Loreto, con la pala d’altare ottocentesca che rappresenta il trasposto degli angeli della casa. Ai lati a sinistra un affresco raffigurante San Giorgio e di fronte una tela con il crocifisso e i santi Antonio Abate e Francesco. Al di sotto della tela si trova una lastra tombale di Luca Contile, un letterato e ufficiale dell’amministrazione spagnola, morto a Pavia nel 1574.
La seconda cappella a destra è dedicata alla Madonna delle Grazie e della Consolazione eretta tra il 1718 e il 1720 dalla Compagnia della Vergine..
La terza cappella a destra è la cappella della Passione. Ospita un crocifisso ligneo del 1720 incorniciato in marmo con i simboli della Passione. Le tele sulle pareti laterali sono di Giuseppe Crestona, raffigurante il Cristo flagellato e il Cristo incoronato di spine. 

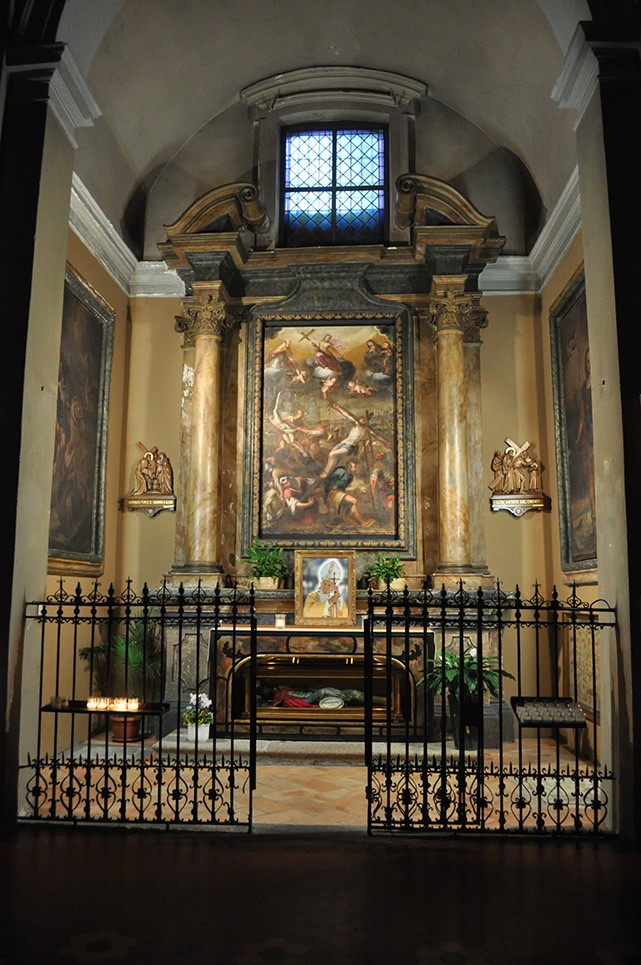
La cappella contenente le reliquie di San Guniforto.

La prima cappella a sinistra è dedicata ai Santi Diecimila martiri crocifissi. Sotto l’altare è stata collocata nel 2002 la reliquia si San Guniforto, reliquia che era già presente nella chiesa dal 1790 quando è stata trasportata dalla chiesa di Santa Maria Gualtieri. A causa delle modalità del suo martirio, attraverso numerose frecce il santo era molto venerato in passato come protettore contro la peste.
Nella parete destra della cappella è sistemata una tela settecentesca raffigurante San Fermo in veste di soldato romano e non come erroneamente si credeva a San Guniberto. 

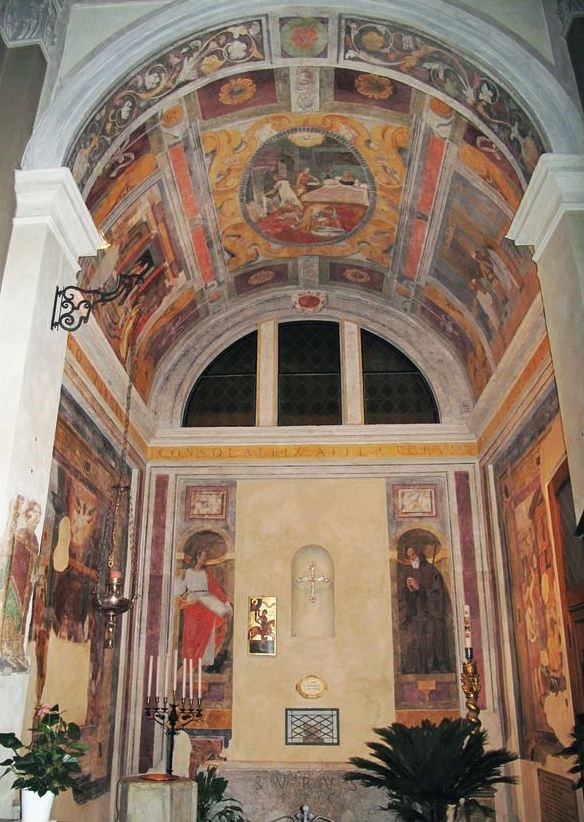
La seconda cappella

La seconda cappella sulla sinistra (cappella di san Siro) ospita il battistero. Nel 1875 il sacerdote pavese Cesare Prelini ritrova una pietra inserita nella pavimentazione della chiesa, le che riporta l’iscrizione SVRVS EPC. Questa scoperta rinnova l’interesse per lo studio del vescovo paese anche grazie alla iniziativa del vescovo della città Agostino Riboldi. Lo studio del reperto viene affidato all’archeologo Giovanni Battista de Rossi uno dei massimi esperti del tempo, scopritore tra l’altro delle catacombe di San Callisto a Roma. Tra il 1875 e il 1887, viene quindi costruita la cappella per ospitare tutti i cimeli legati alla figura del protovescovo e patrono di Pavia. L’altare della cappella, poggiato su quattro colonnine, è stato disegnato da Cesare Dagna, artigiano di una famiglia che possedeva vetrerie nel seicento.
La cappella conserva le opere più importanti della chiesa:
- l’avello che ha ospitato il corpo di san Siro, dal IV al IX secolo prima della sua traslazione nella cattedrale[9]. L’avello è stato scoperto nel 1875
- il cippo lipsanoforo, cioè che ospitava le reliquie di santi, in pietra di Arona di forma esagonale, oggi trasformato nel fronte battesimale
- un bassorilevo del XII secolo tradizionalmente identificato come san Siro in abiti vescovili, collocato qui nella parete est della cappella nel 1875. Prima di quella data il bassorilievo era collocato nella facciata.

La cappella è inoltre interamente ricoperta da un cliclo d'affreschi tardo cinquecenteschi riscoperti (e poi restaurati) solo nel 2004.
La terza cappella a sinistra era dedicata a sant'Antonio da Padova, una dedicazione normale in un edificio appartenuto all'ordine francescano.
In realtà la struttura iconografica della stessa, commissionata a cavallo tra il XVII e il XVIII secolo dalla famiglia Botta Adorno, è stata stravolta nel 1879 quando è stata sostituita la pala d'altare con una tela raffigurante il Transito di San Giuseppe (di Giuseppe Carsana, pittore bergamasco vissuto nel XIX secolo), mentre le altre tele, del pittore di ambito pavese Giuseppe Crastona, sulle pareti laterali fanno parte del progetto originale di dedicazione e rappresentano due eventi miracolosi legati al santo. Allo stesso modo sulla volta un affresco raffigura l'ingresso del santo in cielo.
La tela sulla destra raffigura il santo mentre prodigiosamente attacca alla gamba il piede che un giovane si è volontariamente reciso per avere in un momento di rabbia colpito la madre con un calcio. La seconda tela, sul lato opposto della cappella raffigura un episodio molto noto. Un ebreo - rappresentato in abito orientaleggianti - aveva messo in dubbio il mistero eucaristico e aveva sfidato il santo ha dimostrare l'esistenza di Dio costringendo un mulo a rinunciare alla biada offerta scegliendo di inginocchiarsi di fronte all'estensione dell'ostia. La pala originaria della cappella era invece dedicata alla Immacolata concezione uno dei temi più cari al santo padovano. Si noti la colomba dello Spirito Santo nella cornice superiore che completava la raffigurazione della vergine. La cappella ospita la tomba del militare e diplomatico Antoniotto Botta Adorno.

## Curiosità

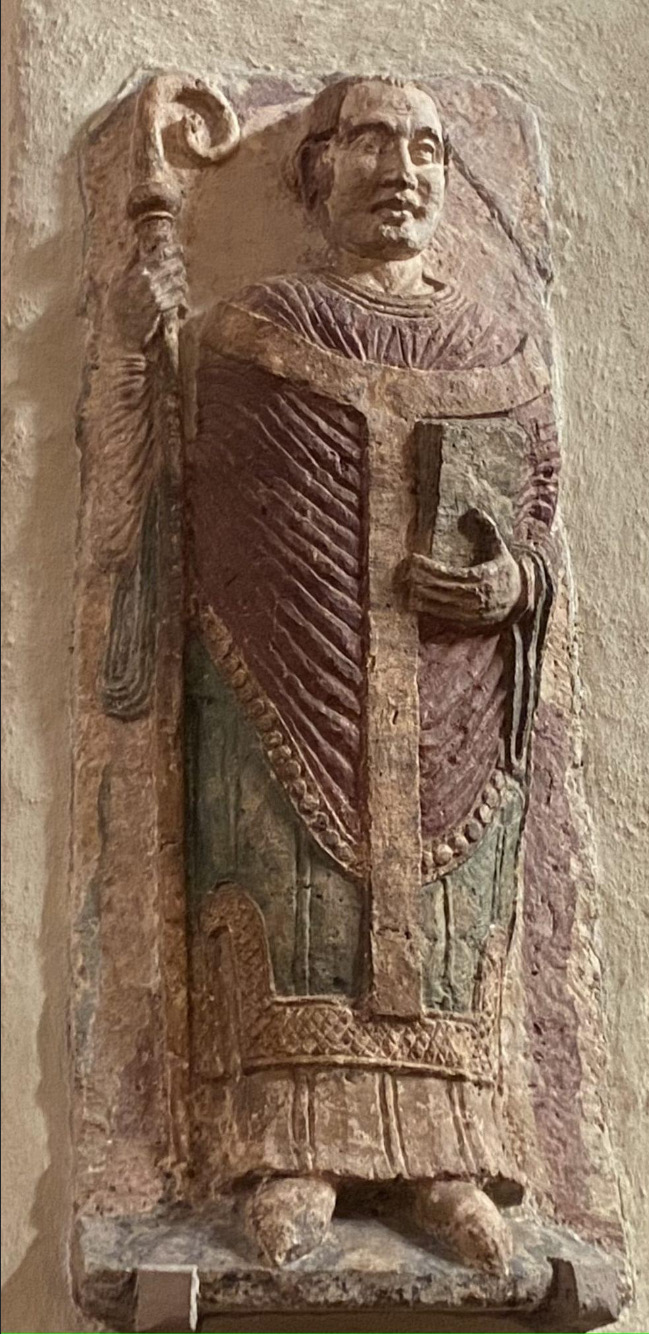
Bassorilievo di Santo Vescovo, XII secolo.

Nel piazzale della Chiesa a fine settecento fu piantato un olmo, passato alla storia come olmo del Foscolo, dal momento che la tradizione racconta che il poeta amava sostare all’ombra di questo albero. Secondo le cronache l’albero mori nel 1901 attaccato da un parassita. Un’altra tradizione racconta che l’albero fosse il luogo di convegno notturno delle streghe.